# کله سیران
کله سیران یک روستا در ایران است که در دهستان چورزق واقع شده‌است. کله سیران ۱۲۳ نفر جمعیت دارد.